# Assumption
Assumption é uma cidade localizada no estado americano de Illinois, no Condado de Christian.

## Demografia
Segundo o censo americano de 2000, a sua população era de 1261 habitantes. 
Em 2006, foi estimada uma população de 1223, um decréscimo de 38 (-3.0%).

## Geografia
De acordo com o United States Census Bureau tem uma área de 
2,3 km², dos quais 2,3 km² cobertos por terra e 0,0 km² cobertos por água. Assumption localiza-se a aproximadamente 197 m acima do nível do mar.

## Localidades na vizinhança
O diagrama seguinte representa as localidades num raio de 24 km ao redor de Assumption. 